# 1770 na música

## Eventos
- O oratório O Messias de Georg Friedrich Händel é representada pela primeira vez em Londres.

## Nascimentos
| Data            | Nome         | Profissão  | Nacionalidade          | Observações | Ref |
| --------------- | ------------ | ---------- | ---------------------- | ----------- | --- |
| 26 de Fevereiro | Anton Reicha | compositor | Império Austro-Húngaro | m. 1836     |     |
| 16 de Dezembro  | Beethoven    | compositor | Alemanha               | m. 1827     |     |

## Mortes
| Data            | Nome             | Profissão                         | Nacionalidade | Observações | Ref |
| --------------- | ---------------- | --------------------------------- | ------------- | ----------- | --- |
| 26 de Fevereiro | Giuseppe Tartini | compositor, violinista e pedagogo | Itália        | n. 1692     |     |